# Heves és Külső-Szolnok vármegye
Heves és Külső-Szolnok vármegye egyike az 1876-os megyerendezés során megszűnt történelmi vármegyéknek.

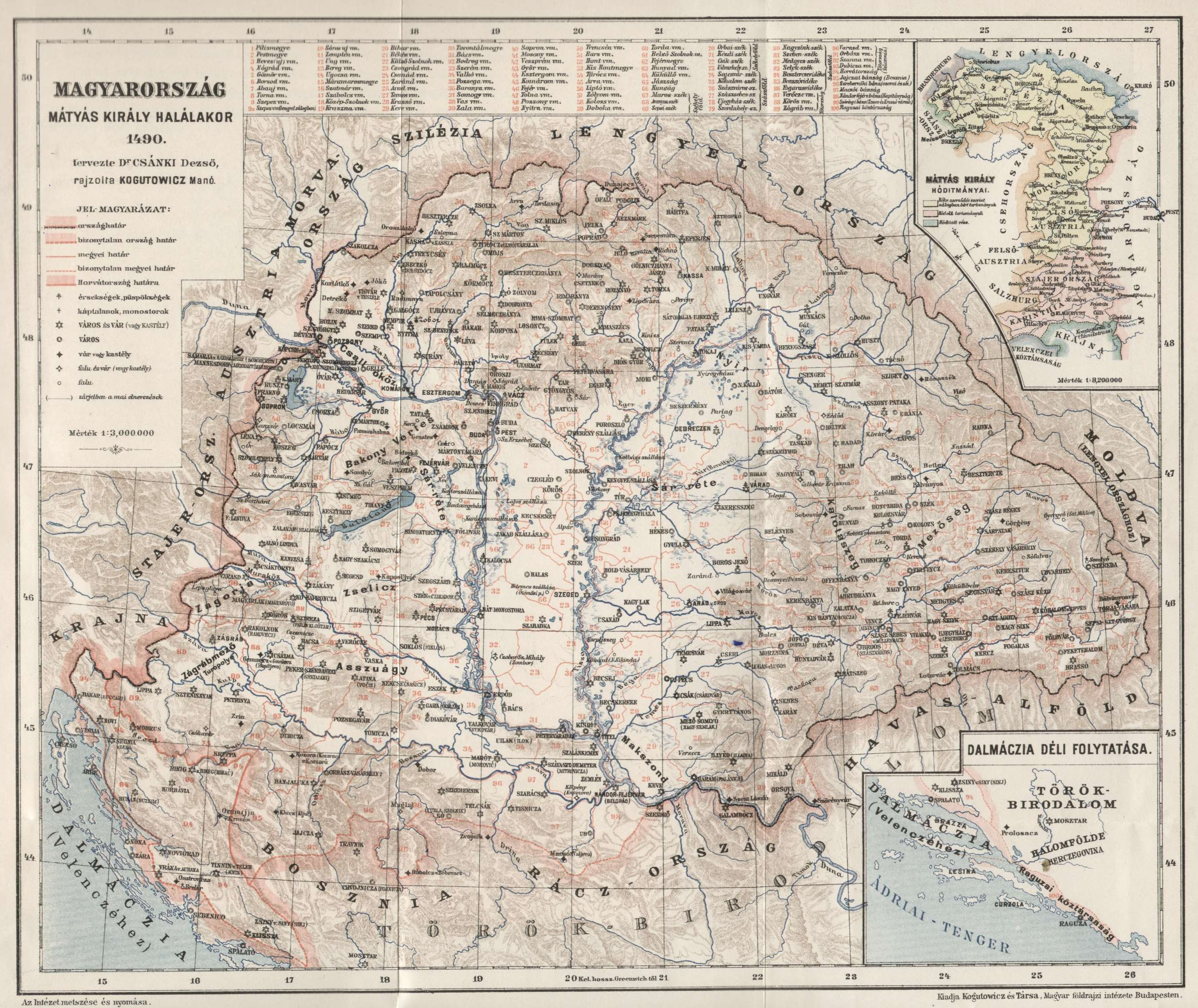
Csánki Dezső–Kogutowicz Manó: Magyarország Mátyás király halálakor

## Fekvése
A vármegye nagyjából a mai Heves és Jász-Nagykun-Szolnok vármegye területét foglalta el, rendkívül nagy észak-déli kiterjedéssel, nem tartozott hozzá viszont a Jászkun kerület részét képező Jászság és Nagykunság.
Bél Mátyás 1730 és 1735 között keletkezett leírása alapján a kettős megye hatalmas területet foglalt el, mely „Hatvan és Poroszló között hét magyar mérföld (kb. 56 km) szélességet tesz ki, délről észak felé való kiterjedése pedig meghaladja a tizennégy mérföldet (kb. 112 km), és egyfelől az egri forrásoktól Bekölcéig, másfelől a Körös torkolatáig, a Csépa melletti vidékig tart a határ". 

## Története
Az 1552. évi hadjárattal Szolnok vára török kézre került, Külső-Szolnok vármegye területe török hódoltság alá került, emiatt a nemesi vármegye intézményei nem voltak tovább önállóan fenntarthatók, a hódolt területéről a nemesség északra menekült. Ennek nyomán került sor Heves vármegye és a Tisza középső vidékén elterülő középkori eredetű Külső-Szolnok vármegye egyesítésére az az 1569:52. tc. szerint

azzal a céllal, hogy Külső-Szolnok vármegye részére igazságot a még meg nem hódolt Heves megye szolgáltasson. 
A törvényes egyesítést végül áttételesen az 1765. évi 16. tc. mondta ki
, 
s ez a helyzet kisebb megszakításokkal egészen 1876-ig fennállt. Érdekes megemlíteni, hogy 1547-ben egy évig Csongrád vármegye egyesült Heves vármegyével. További törvényes megyeösszevonásokra nem került sor. 
Mivel később Heves megye is török uralom alá került, Eger várának az eleste (1596) után a megyegyűléseket már a megye területén kívül tartották, 1609-ben Rimaszombaton, majd 1613-tól Füleken . 
Az egyesített vármegye a felszabadulásig a közgyűléseit általában a szomszédos északabbi megyékben, Gömör vagy Nógrád vármegye területén, vagy kivételesen még távolabb, a Zólyom vármegyei Besztercebányán tartotta.
A XVII-XVIII. században jelentősebb változás a megye területében nem történt. Az 1800-as évek elejétől kezdődően lehet gyakrabban találkozni a magyar törvénytárban különböző területrendezési intézkedésekkel. Az 1802. évi 12. tc. 

ugyan Zólyom és Hont vármegyék közötti községátcsatolásokról intézkedik, de egy fontos elvi kijelentést is tartalmaz, mégpedig azt, hogy „a jövőben a törvényhatóság területén beálló minden változást törvénybe kell iktatni". 
1807-ben a 28. tc.

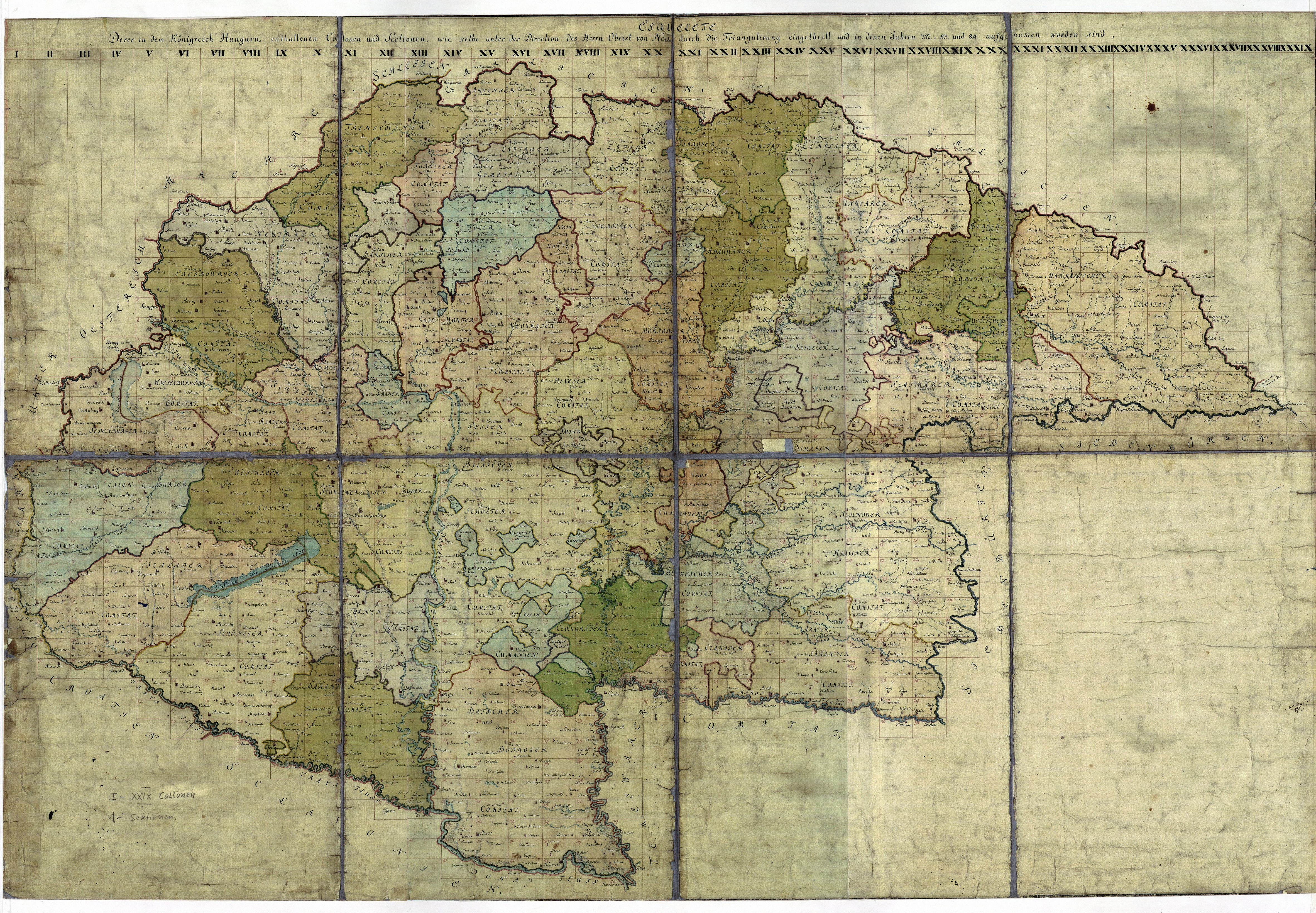
Ábrázolás az első katonai felmérésen

az ország különféle törvényhatóságai alá rendelt helységek viszonyainak rendezéséről intézkedett oly módon, hogy bizottságokat küldött ki az érintett helységekbe, amelyeknek a következő országgyűlésen jelentést kellett tenniük a községek hovatartozását illetően, amit az országgyűlés törvénybe iktatott. Egy ilyen bizottság Heves megyében is járt, s jelentése alapján született meg az 1812:5. tc.
, 
mellyel Borsod vármegyétől Heves vármegyéhez csatolták Szőlőske, Cegléd, Tihamér és Álmagyar pusztákat, valamint Bekölce és Felnémet község egy részét, és Hevestől Borsod vármegyéhez került Ivánka, Egerfarmos község, Szőke, vagy más néven „Szív-Halom"-puszta és a Kistálya község alsó részén fekvő káptalani Zugó malom. 
A török alóli felszabadulást követően a vármegye egyesítve működött tovább, ez azonban a déli részeken, a megyeszékhely Egertől nagy távolságra fekvő egykori közép-szolnoki területeken súlyos nehézséget okozott a közigazgatásban és sértette az ottani nemes földbirtokosok érdekeit is, ezért körükben egyre erősödött a különválás gondolata. Erre végül a kiegyezést követő közigazgatási rendezés, az 1876-os megyerendezés részeként került sor. Az 1876. XXXIII. törvénycikk 

a vármegyét megszüntette, területét ketté osztotta. Az északi rész lett Heves vármegye, a déli rész pedig az egyidejűleg megszűnő Jászkun kerülethez tartozott Jászsággal és Nagykunsággal összevonva az új Jász-Nagykun-Szolnok vármegyét alkotta.

## Közigazgatás

### Járások
1735-ben a vármegye négy járásra tagolódott: az északi részt a Mátrai járás foglalta el, tőle délnyugatra a Gyöngyösi, keletre a Tarnai, délre pedig a Tiszai járás terült el. A legnagyobb a Tiszai járás volt, majd ezt követte a Gyöngyösi, a Tarnai járás, s legkisebb a Mátrai járás volt. Ebben az időszakban Eger várost általában a Tarnai járáshoz sorolták. 

### Városok
Eger püspöki város, Szent István alapította és IV. Béla nagyobb adományokkal gyarapította. Hajdan az „Egri Város és Völgy" nevet viselte. 